# 袋鼠小天王系列
袋鼠小天王系列（台湾又译作）是波蘭工作室Tate Multimedia開發並發行的平台遊戲系列，主人公為袋鼠卡歐。

## 遊戲
- 袋鼠小天王 － 2000年首發，對應Windows、Dreamcast平台
- 袋鼠小天王 － 2001年首發，對應Game Boy Advance平台
- 袋鼠小天王2 － 2003年首發，對應Windows、Xbox、PlayStation 2、任天堂GameCube平台
- 袋鼠大冒險 － 2005年首發，對應PlayStation Portable平台
- 袋鼠小天王：火山之謎 － 2005年首發，對應Windows平台
- 袋鼠小天王 － 2022年首發，對應Windows平台[1]